# Gustavo Méndez
Gustavo Méndez (Montevideo, Uruguay, 3 de febrero de 1971) es un exfutbolista uruguayo. Jugaba preferentemente de lateral derecho. Junto a Paolo Montero son representantes de la empresa Profutbol.

## Selección nacional
Ha sido internacional con la selección de Uruguay en 45 ocasiones. 

### Participaciones enCopas del Mundo
| Mundial                        | Sede                  | Resultado    | Partidos | Goles |
| ------------------------------ | --------------------- | ------------ | -------- | ----- |
| Copa Mundial de Fútbol de 2002 | Corea del Sur y Japón | Primera fase | 1        | 0     |

### Participaciones enCopa América
| Copa              | Sede    | Resultado | Partidos | Goles |
| ----------------- | ------- | --------- | -------- | ----- |
| Copa América 1995 | Uruguay | Campeón   | 5        | 0     |

### Participaciones enCopa Confederaciones
| Copa                      | Sede           | Resultado     | Partidos | Goles |
| ------------------------- | -------------- | ------------- | -------- | ----- |
| Copa Confederaciones 1997 | Arabia Saudita | Cuarto puesto | 4        | 0     |

## Clubes
| Club     | País    | Año       |
| -------- | ------- | --------- |
| Nacional | Uruguay | 1989-1995 |
| Vicenza  | Italia  | 1995-1999 |
| Torino   | Italia  | 1999-2001 |
| Nacional | Uruguay | 2002-2005 |

## Palmarés
| Título              | Club     | País    | Año       |
| ------------------- | -------- | ------- | --------- |
| Liguilla            | Nacional | Uruguay | 1992      |
| Campeonato Uruguayo | Nacional | Uruguay | 1992      |
| Liguilla            | Nacional | Uruguay | 1993      |
| Torneo Clausura     | Nacional | Uruguay | 1995      |
| Torneo Apertura     | Nacional | Uruguay | 2002      |
| Campeonato Uruguayo | Nacional | Uruguay | 2002      |
| Torneo Apertura     | Nacional | Uruguay | 2003      |
| Torneo Apertura     | Nacional | Uruguay | 2004      |
| Campeonato Uruguayo | Nacional | Uruguay | 2005      |
| Campeonato Uruguayo | Nacional | Uruguay | 2005-2006 |

| Título       | Club               | País    | Año  |
| ------------ | ------------------ | ------- | ---- |
| Copa América | Selección Uruguaya | Uruguay | 1995 |